# 宮崎武と小川リエの演歌道
宮崎武と小川リエの演歌道（みやざきたけしとおがわリエのえんかどう）は宮崎武（伊勢男）と小川リエ（ハリセン娘）のトーク歌謡番組。ラジオ関西　毎週木曜日21:40〜22:00で放送中。
2014年1月2日より放送しており、毎週歌手のゲスト出演もあり、歌とトーク主体の番組。

## 主なゲスト
- 南山正義
- 西田和希代
- ウォンチュー♡ひろし（三回登場）
- 三好亜律子

| スタブアイコン | サブスタブ | この項目は、まだ閲覧者の調べものの参照としては役立たない、ラジオ番組に関連した書きかけの項目です。この項目を加筆・訂正などしてくださる協力者を求めています（P:ラジオ/PJ:放送番組）。 |